# Fortza Paris

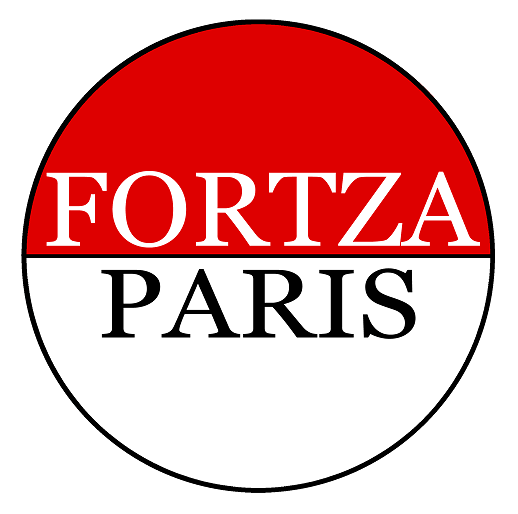
Logotype du parti

Fortza Paris (en sarde, en avant, ensemble !) est un parti politique régionaliste, fédéraliste et démocrate-chrétien sarde qui prend son nom du dernier vers de Dimonios, l'hymne de la brigade “Sassari”. C'était la formule prononcée par les militaires de la brigade avant l'assaut au lieu d'Avanti Savoia ou Avanti Sardegna. Il est allié à la Maison des libertés bien qu'il défende le caractère sarde de l'île. Ce mouvement a obtenu 4,22 % des voix lors des élections provinciales de mai 2005 (dans 7 provinces sur 8).
Il dispose de trois conseillers régionaux (Fortza Paris, 4,55 %, 3 sièges) obtenus en 2004.
Lors des élections générales italiennes de 2008, le parti s'est allié avec le Peuple de la liberté et un candidat de Fortza Paris au Sénat a été le premier des non-élus dans la circonscription Sardaigne.
En 2008, deux courants apparaissent au sein de Fortza Paris :
- une dirigée par le secrétaire du parti, Pasquale Onida, qui opte pour une adhésion rapide au Peuple de la liberté,
- l'autre dirigée par le président Gianfranco Scalas qui souhaite en revanche maintenir une autonomie au parti.

Lors des élections régionales de février 2009, le 1er courant s'insère dans la liste du Peuple de la liberté tandis que la seconde, avec Scalas, se présente dans la liste « Ensemble pour les autonomies » du Mouvement pour l'autonomie.
De décembre 2011 à février 2013, le parti dispose d'un sénateur, élu avec Le Peuple de la liberté.